# Racionální číslo
Racionální číslo je číslo, které lze vyjádřit jako zlomek, tedy podíl celého čísla a přirozeného čísla (ne nuly), zapsaný např. ve tvaru {\displaystyle {\frac {a}{b}}} nebo a/b, kde b není nula. Název pochází z latinského ratio – poměr. Množina všech racionálních čísel se značí Q nebo {\displaystyle \mathbb {Q} }, z latinského quotient – podíl. Reálné číslo, které není racionální, se nazývá iracionální číslo, jsou to například {\displaystyle {\sqrt {2}}} nebo číslo {\displaystyle \pi }. Desetinný rozvoj racionálního čísla je periodický. V případě konečného rozvoje – desetinného čísla – tvoří periodu nuly (nebo devítky).
U zlomku {\displaystyle {\frac {a}{b}}} se číslo a označuje jako čitatel, číslo b jako jmenovatel (neboť určuje jméno zlomku: 1/2 je jedna polovina, 1/3 je jedna třetina, 1/4 je jedna čtvrtina atd.). Každé racionální číslo lze vyjádřit nekonečně mnoha zlomky, např. 1/2=2/4=3/6=... . Nejjednodušší je tvar, ve kterém a a b jsou nesoudělná čísla a b je kladné. Každé racionální číslo tento základní tvar má a je dán jednoznačně.

## Vlastnosti
Množina racionálních čísel {\displaystyle \mathbb {Q} } společně s operacemi sčítání a násobení tvoří komutativní těleso. Je to podílové těleso oboru celých čísel, tedy nejmenší těleso, které obsahuje všechna celá čísla.
Množina {\displaystyle \mathbb {Q} } je spočetná; jelikož množina všech reálných čísel je nespočetná, jsou skoro všechna reálná čísla iracionální (ve smyslu Lebesgueovy míry). Racionální čísla však tvoří hustou podmnožinu množiny reálných čísel {\displaystyle \mathbb {R} } – ke každému reálnému číslu lze libovolně blízko najít racionální číslo, to jest každé reálné číslo lze s libovolnou přesností nahradit racionálním číslem.

## Počítání se zlomky
Zlomky lze sčítat a násobit:
{\displaystyle {\frac {a}{b}}+{\frac {c}{d}}={\frac {ad+bc}{bd}}}
{\displaystyle {\frac {a}{b}}\cdot {\frac {c}{d}}={\frac {ac}{bd}}}
Dva zlomky {\displaystyle a \over b} a {\displaystyle c \over d} vyjadřují stejné racionální číslo tehdy a jen tehdy, když {\displaystyle ad=bc}. Ke každému racionálnímu číslu existuje číslo opačné a ke každému nenulovému i převrácené:
{\displaystyle -\left({\frac {a}{b}}\right)={\frac {-a}{b}}} pokud {\displaystyle b\neq 0}
{\displaystyle \left({\frac {a}{b}}\right)^{-1}={\frac {b}{a}}} pokud {\displaystyle a\neq 0} a zároveň {\displaystyle b\neq 0}